# 2191 Uppsala
För andra betydelser, se Uppsala (olika betydelser).
2191 Uppsala eller 1977 PA1 är en asteroid upptäckt 6 augusti 1977 av den svenske astronomen Claes-Ingvar Lagerkvist vid Mount Stromlo. Asteroiden har fått sitt namn efter staden Uppsala och dess universitet.
Den tillhör asteroidgruppen Eos.
Ockultation av en stjärna har observerats åtminstone en gång.[källa behövs]